# Aslıhan Ünaldı
Aslıhan Ünaldı (Istanbul, 2 d'abril) és una guionista, directora i productora de cinema turca.
Nascuda i criada a Istanbul, viu als Estats Units des dels 18 anys, i va estudiar a Yale i a la Universitat de Nova York. El seu primer curtmetratge, Razan, es va estrenar al Festival de Cinema de Rotterdam l'any 2006 i es va presentar a desenes de festivals arreu del món. Des de llavors, ha escrit guions com el del docudrama Young Wrestlers, estrenat a la Berlinale el 2016.
El 2011 va estrenar el seu primer documental, Overdrive: Istanbul in the New Millennium. El 2023, va estrenar el seu primer llargmetratge, Suyun Üstü, un thriller ambientat en un vaixell que navega pel mar Egeu.